# Пулево
Пулево (грч. Θερμοπηγή, Термопиги) је насељено место у општини Синтика у периферији Средишња Македонија, Грчка. Према попису из 2021. године било је 122 становника.
Према бугарском географу и историчару, Василу Канчову, у Пулеву је 1900. године живело 280 Словена хришћана. Током Првог светског рата село је настрадало и становништво је протерано, тако је после рата остало без житеља. После 1923. године насељено је 18 грчких избегличких породица, укупно 86 особа. На попису из 1928. године Пулево је имало 247 становника, поред досељеника и словенско становништво које се вратило у село.